# Classe Karakurt
A classe Karakurt, designação russa Projeto 22800 Karakurt, é uma classe de corvetas multifuncionais da Marinha Russa comissionada pela primeira vez em 2018.
A classe foi concebida como um complemento mais navegável em alto mar às corvetas da Classe Buyan-M, projetadas para a zona litorânea e que, desde 2015 estão em operação na Flotilha do Cáspio, na Frota do Báltico e na Frota do Mar Negro. Os navios são projetados para serem armados com mísseis de cruzeiro anti-navio Kalibr ou Oniks e têm uma autonomia de 15 dias. Eles também devem ser uma alternativa barata para  fragatas maiores da Classe Admiral Grigorovich e da Classe Admiral Grigorovich.  Atrasos no fornecimento de motores produzidos internamente para a classe Karakurt atrasaram a conclusão de vários navios.

## História
O Projeto 22800 foi apresentado publicamente pela Almaz durante o Fórum Técnico-Militar Internacional «ARMY-2015». Na época, o projeto era apresentado ainda como Projeto 12300. Durante a exposição, também foi anunciado que 18 navios estava planejados para construção.

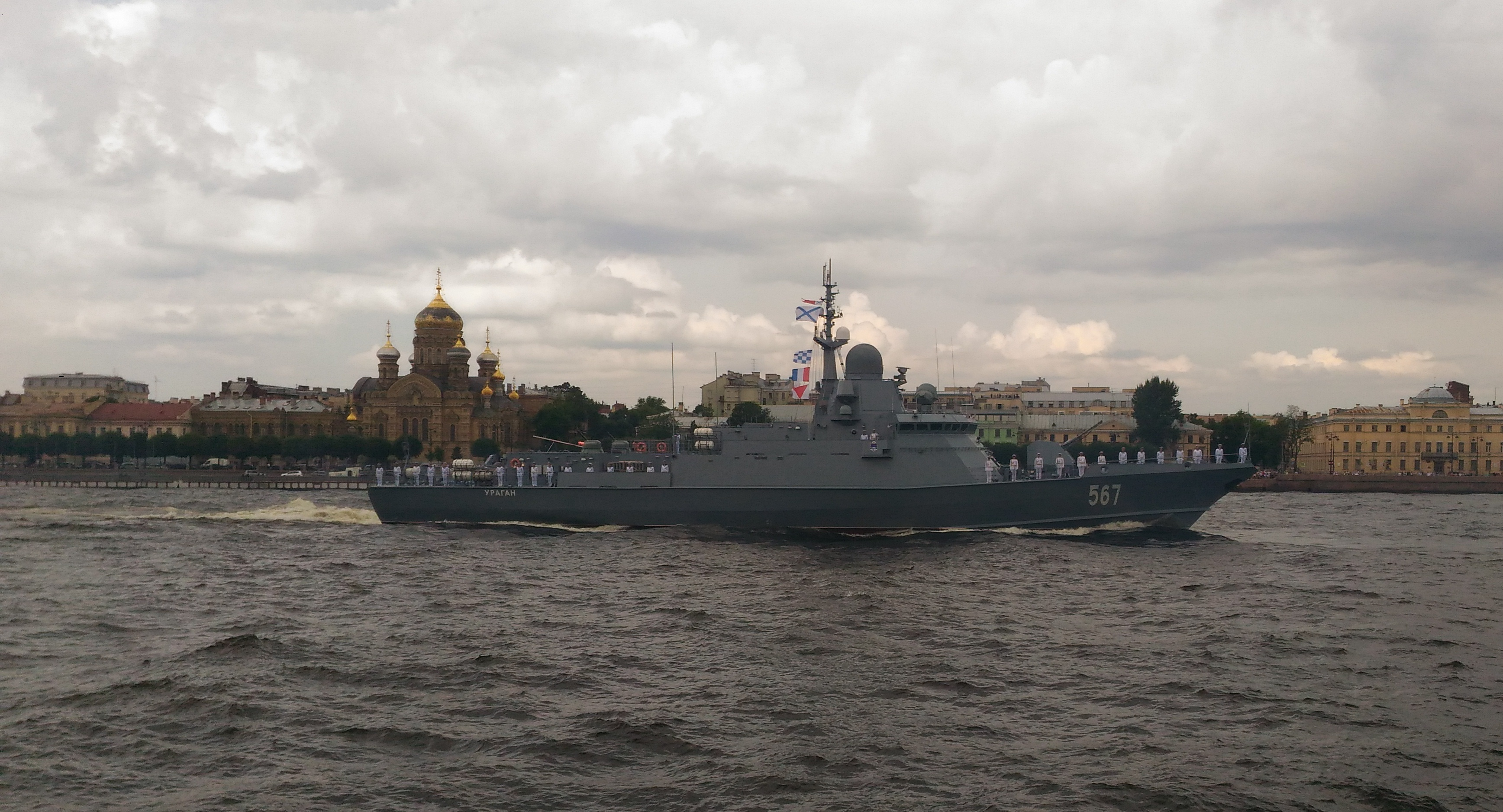
Mytishchi (251)

Os dois primeiros navios, Uragan (251) (agora Mytishchi) e Taifun (252) (agora Sovetsk), tiveram sua quilha batida no estaleiro Pella em São Petersburgo no dia 24 de dezembro de 2015.
Em agosto de 2016, foi divulgado que um total de sete navios foram encomendados ao Estaleiro Pella (um dos quais seria construído no Estaleiro More, Feodosia) e que mais cinco navios foram encomendados ao Estaleiro Zelenodolsk.
Em 29 de julho de 2017, o navio líder da classe foi lançado.
O Ministério da Defesa da Rússia assinou um contrato adicional durante o Fórum Técnico-Militar Internacional ARMY-2017. Em maio de 2018, foi relatado que o Mytishchi (251) estava passando por testes no mar no Lago Ladoga e no Mar Báltico. Durante o Fórum Técnico-Militar Internacional «ARMY-2018», o Ministério da Defesa da Rússia assinou dois contratos para a construção de mais seis navios. Dois navios seriam construídos pelo Vostochnaya Verf, Vladivostok e quatro navios pelo Estaleiro Amur, Komsomolsk-on-Amur.
No dia 16 de outubro de 2018, o Mytishchi (251) iniciou os testes no Mar Branco, e foi oficialmente aceito em serviço em 17 de dezembro de 2018.
Forças ucranianas atacaram o estaleiro Zalyv com mísseis de cruzeiro em 4 de novembro de 2023. As forças russas declararam que um navio foi atingido. Posteriormente imagens pareciam mostrar que Askold (802) havia sido seriamente danificado. O navio foi atingido por um míssil de cruzeiro SCALP-EG lançado do ar.

## Projeto

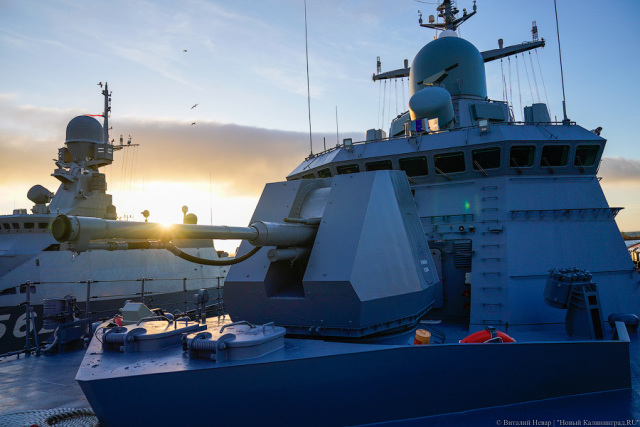
AK-176 MA em Tsiklon (801)

O Projeto 22800 deriva do Projeto 12300 Skorpion, um projeto proposto pela Almaz na década de 1990 para um barco de mísseis de deslocamento de 500 toneladas, e também foi fortemente influenciado pelo Projeto 21631, as corvetas Buyan-M. Os navios desta classe têm uma superestrutura em forma furtiva com um mastro integrado que transporta quatro painéis de radar de matriz em fase. O armamento primário consiste em mísseis de cruzeiro Kalibr ou mísseis antinavio supersônicos P-800 Oniks transportados em oito células UKSK VLS na parte traseira da superestrutura, atrás da ponte.  As corvetas são equipadas com um canhão de 76.2 mm AK-176MA , uma versão modernizada do AK-176. No entanto, pelo menos no primeiro navio, o 100 mm A-190 foi instalado.

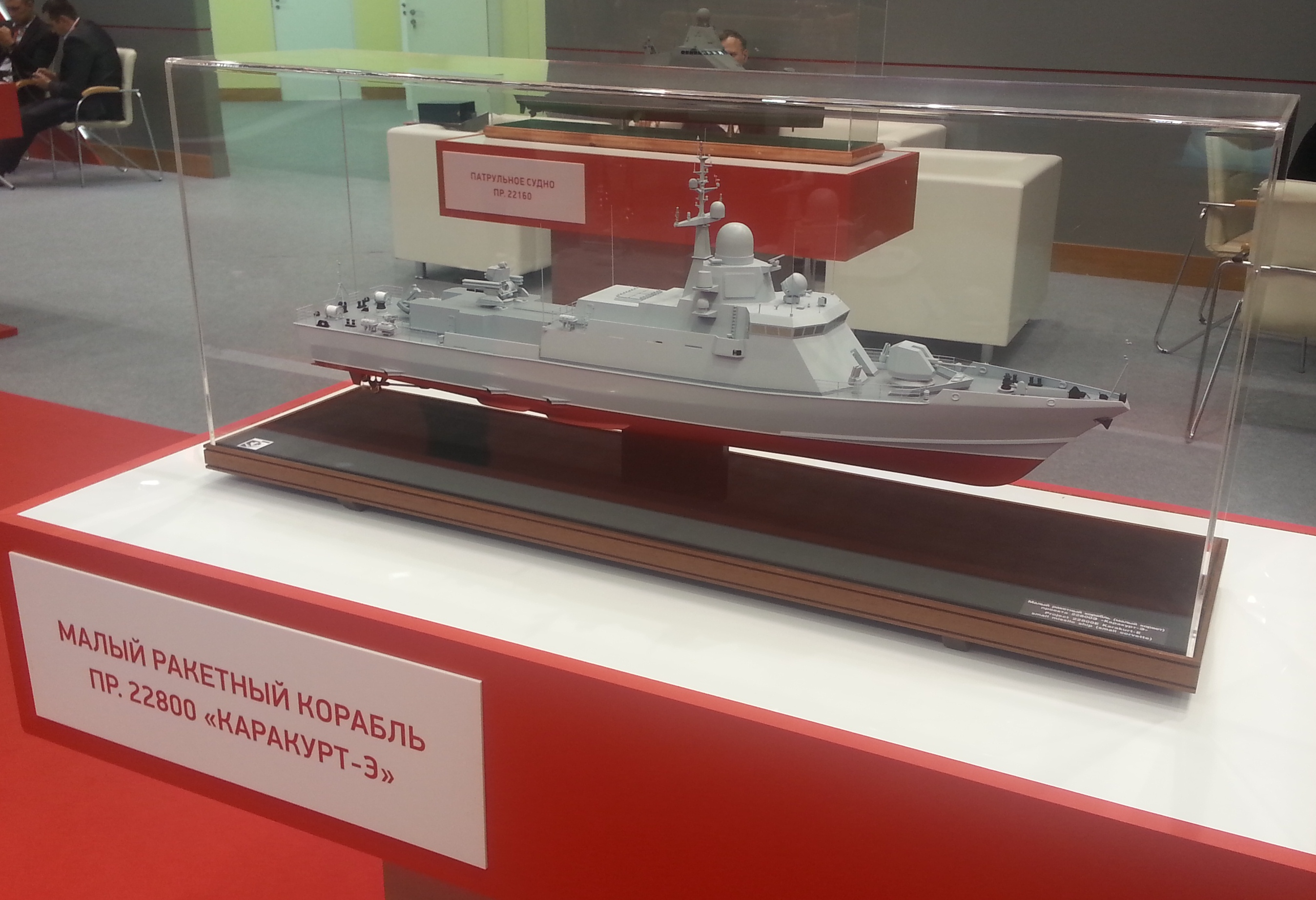
Maquete do Projeto 22800 na exposição <<Army 2016>>

Para defesa antimísseis, os dois primeiros navios transportam um par de CIWS baseados no AK-630M e foram atualizados com o Tor-M2KM, que é uma variante modular do 9K330 Tor. A partir da terceira corveta, elas serão equipadas com o Pantsir-M, uma versão naval do sistema de mísseis superfície-ar Pantsir-S1.  O terceiro navio da classe, Odintsovo (253), entrou em serviço na Frota do Báltico com o sistema Pantsir-M em novembro de 2020. O projeto 22800 não foi projetado para guerra antissubmarino.
Foi proposta uma versão de exportação que pode transportar o canhão italiano OTO Melara de 76 mm.
O custo estimado de uma embarcação do Projeto 22800 é de 2 bilhões de rublos a preços de 2017.

## Navios
| Nome                  | Nº de Amura | Estaleiro            | Batimento de Quilha     | Lançado                | Comissionado           | Frota                  | Status                               |
| --------------------- | ----------- | -------------------- | ----------------------- | ---------------------- | ---------------------- | ---------------------- | ------------------------------------ |
| Mytishchi (ex-Uragan) | 251         | Pella Shipyard       | 24 de dezembro de 2015  | 29 de julho de 2017    | 17 de dezembro de 2018 | Frota do Báltico       | Ativo                                |
| Sovetsk (ex-Taifun)   | 252         | Pella Shipyard       | 24 de dezembro de 2015  | 24 de novembro de 2017 | 12 de outubro de 2019  | Frota do Báltico       | Ativo                                |
| Kozelsk (ex-Shtorm)   | 254         | Pella Shipyard       | 10 de maio de 2016      | 9 de outubro de 2019   | 2024                   | Frota do Báltico       | Lançado                              |
| Tsiklon               | 801         | Zelenodolsk Shipyard | 26 de julho de 2016     | 24 de julho de 2020    | 12 de julho de 2023    | Frota do Mar Negro     | Desconhecido, alegadamente destruído |
| Odintsovo (ex-Shkval) | 253         | Pella Shipyard       | 29 de julho de 2016     | 5 de maio de 2018      | 21 de novembro de 2020 | Frota do Báltico       | Ativo                                |
| Askold (ex-Musson)    | 802         | Zelenodolsk Shipyard | 18 de novembro de 2016  | 21 de setembro de 2021 | 2024                   | Frota do Mar Negro     | Em reforma                           |
| Kaluga (ex-Burya)     | 257         | Pella Shipyard       | 24 de dezembro de 2016  | 23 de outubro de 2018  | 2024                   | Frota do Báltico       | Testes de mar                        |
| Okhotsk               | 255         | Pella Shipyard       | 17 de março de 2017     | 29 de outubro de 2019  | 2028                   | Frota do Mar Negro     | Lançado                              |
| Amur (ex-Passat)      | 803         | Zelenodolsk Shipyard | 30 de julho de 2017     | 26 de dezembro de 2022 | 26 de agosto de 2024   | Frotilha do Mar Cáspio | Ativo                                |
| Vikhr                 | 256         | Pella Shipyard       | 19 de dezembro de 2017  | 13 de novembro de 2019 | 2030                   | Frota do Mar Negro     | Lançado                              |
| Tucha                 | 804         | Zelenodolsk Shipyard | 26 de fevereiro de 2019 | 30 de junho de 2023    | 2024                   | Frota do Mar Negro     | Ativo                                |
| Rzhev                 | 201         | Amur Shipyard        | 1 de julho de 2019      | 27 de setembro de 2023 | 2026                   | Frota do Pacífico      | Lançado                              |
| Udomlya               | 202         | Amur Shipyard        | 1 de julho de 2019      | 27 de setembro de 2023 | 2026                   | Frota do Pacífico      | Lançado                              |
| Taifun                | 805         | Zelenodolsk Shipyard | 11 de setembro de 2019  | 7 de maio de 2024      | 2025                   | Frota do Mar Negro     | Lançado                              |
| Shtorm                | 204         | Amur Shipyard        | 26 de dezembro de 2019  |                        |                        | Frota do Pacífico      | Em construção                        |
| Uragan                | 203         | Amur Shipyard        | 29 de julho de 2020     |                        |                        | Frota do Pacífico      | Em construção                        |
|                       |             | Vostochnaya Verf     |                         |                        |                        | Frota do Pacífico      | Cancelado                            |
|                       |             | Vostochnaya Verf     |                         |                        |                        | Frota do Pacífico      | Cancelado                            |

## Controvérsia
Em novembro de 2022, um tribunal de arbitragem em Moscou realizou a primeira audiência preliminar para um processo contra o Estaleiro Pella de São Petersburgo , no qual o Ministério da Defesa russo está buscando 1,4 bilhão de rublos (US$ 23,1 milhões) por alegações de que a empresa estava "deixando de cumprir os contratos de fornecimento".